# Tadashi Nakamura (Fußballspieler)
Tadashi Nakamura (jap. 中村 忠, Nakamura Tadashi; * 10. Juni 1971 in Mizuho, Präfektur Tokio) ist ein ehemaliger japanischer Fußballspieler.

## Nationalmannschaft
1995 debütierte Nakamura für die japanische Fußballnationalmannschaft. Nakamura bestritt 16 Länderspiele.

## Errungene Titel
- J. League: 1991/92, 1993, 1994
- Kaiserpokal: 1996, 2002
- J. League Cup: 1992, 1993, 1994